# Internationales Hochsprung-Meeting Eberstadt 2012
34. Internationales Hochsprung-Meeting Eberstadt – mityng lekkoatletyczny w skoku wzwyż, który odbywał się 18 (konkurs mężczyzn) i 19 (konkurs kobiet) sierpnia 2012 w Eberstadt w Badenii-Wirtembergii.
Zawody znajdowały się w kalendarzu European Athletics Outdoor Premium Meetings w związku z czym należały do grona najważniejszych mityngów organizowanych w Europie pod egidę Europejskiego Stowarzyszenia Lekkoatletycznego.

## Rezultaty
| Poz. | Zawodnik           | Rezultat     |
| ---- | ------------------ | ------------ |
| 1.   | Mutazz Isa Barszim | 2,35 =NR     |
| 2.   | Robert Grabarz     | 2,33         |
| 3.   | Siergiej Mudrow    | 2,30         |
| 4.   | Aleksandr Szustow  | 2,27         |
| 5.   | Iwan Uchow         | 2,24         |
| 6.   | Michael Mason      | 2,24         |
| 7.   | Jamie Nieto        | 2,24         |
| 7.   | Falk Wendrich      | 2,24 WYL =PB |

| Poz. | Zawodniczka                | Rezultat |
| ---- | -------------------------- | -------- |
| 1.   | Irina Gordiejewa           | 2,04 PB  |
| 2.   | Swietłana Szkolina         | 2,00     |
| 3.   | Ruth Beitia                | 1,97     |
| 4.   | Tia Hellebaut              | 1,97     |
| 5.   | Marie-Laurence Jungfleisch | 1,94     |
| 6.   | Svetlana Radzivil          | 1,88     |
| 7.   | Nadiya Dusanova            | 1,88     |
| 8.   | Jana Maksimawa             | 1,88     |